# Stockholm, Iowa
Stockholm är en ort i Crawford County i Iowa i USA. Invånarantalet uppgick till 231 år 2000. Enligt 2020 års folkräkning hade Stockholm en befolkning på 172 invånare

## Geografi
Enligt USGS, finns här två kyrkogårdar: Kiron och Saint Johns Lutheran.
Genom orten rinner bäckarna Newcom Creek, Porter Creek, Trinkle Creek, Tucker Creek och Wheeler Creek.